# San José (île du Mexique)
Pour les articles homonymes, voir San José.
San José est une île mexicaine située dans le golfe de Californie au large des côtes de la Basse-Californie du Sud.

## Géographie
L'île est située au sud du golfe de Californie et se trouve au nord de la baie de La Paz à environ 80 km au nord de La Paz. Elle est séparée de la péninsule de Basse-Californie par un canal de 6 à 10 km de largeur. L'île fait environ 30 km de longueur et 10 km de largeur maximales pour 182.96 km2 de superficie totale.

## Histoire
En 2005, l'île a été classée avec 244 autres au Patrimoine mondial de l'humanité par l'UNESCO comme Îles et aires protégées du Golfe de Californie. Il existe une exploitation de salines sur l'île.